# Bahía de La Habana
Bahía de La Habana är en vik i Kuba.   Den ligger i provinsen Havanna, i den västra delen av landet.